# Jørgen Juve
Jørgen Juve (Porsgrunn, 22 novembre 1906 – Oslo, 12 aprile 1983) è stato un calciatore norvegese, di ruolo attaccante.
È il secondo miglior marcatore della Nazionale norvegese con 33 reti in 45 partite internazionali (ha avuto il primato sino al 2024, anno in cui è stato superato da Erling Haaland), di cui 22 giocate come centravanti; il resto del tempo è stato alternato tra il ruolo di terzino destro e centrocampista.

## Carriera
Ha iniziato la carriera nella sua città natale nel club Urædd, prima di trasferirsi nella capitale nel 1927, dove si unì al Lyn. Ha fatto il suo debutto internazionale come terzino destro contro la Finlandia nel 1928. Nel suo quarto incontro internazionale venne schierato come centravanti segnando una tripletta. Ripeté la prestazione nel successivo incontro internazionale, e da allora si affermò come prima scelta tra gli attaccanti. Nelle sue prime otto partite segnò 19 gol; in occasione del suo venticinquesimo incontro internazionale ricevette un orologio d'oro.
Partecipò anche ai Giochi olimpici di Berlino nel 1936, capitanando la squadra alla medaglia di bronzo.
Si ritirò dal calcio nel 1938, e per un lungo periodo allenò a nord il Bodø/Glimt dal 1939 al 1948. Nel 1948, fu l'allenatore del Molde per qualche settimana. In seguito divenne un giornalista e scrisse tre libri sul gioco del calcio.

## Palmarès

### Competizioni regionali
- Campionato di Oslo: 4

Lyn Oslo: 1930, 1935, 1936, 1937